# ویسنته اسانسی
ویسنته اسانسی (انگلیسی: Vicente Asensi; ۲۸ ژانویهٔ ۱۹۱۹ – ۲ سپتامبر ۲۰۰۰) بازیکن فوتبال اهل اسپانیا بود.
از باشگاه‌هایی که در آن بازی کرده‌است می‌توان به باشگاه فوتبال والنسیا اشاره کرد.
وی همچنین در تیم ملی فوتبال اسپانیا بازی کرده‌است.